# Station Saint-Jacques-de-la-Lande
Station Saint-Jacques-de-la-Lande is een spoorweghalte in de Franse gemeente Saint-Jacques-de-la-Lande. Zij wordt bediend door treinen van het netwerk TER Bretagne op de trajecten Rennes - Messac-Guipry en Rennes- Redon.